# Yannick Lesourd
Yannick Lesourd (Dreux, 3 aprile 1988) è un velocista francese.

## Palmarès
| Anno | Manifestazione   | Sede    | Evento      | Risultato | Prestazione | Note |
| ---- | ---------------- | ------- | ----------- | --------- | ----------- | ---- |
| 2007 | Europei juniores | Hengelo | 100 m piani | Argento   | 10"53       |      |
| 2007 | Europei juniores | Hengelo | 4×100 m     | Bronzo    | 40"21       |      |
| 2011 | Mondiali         | Taegu   | 4×100 m     | Argento   | 38"20       |      |